# NGC 123
NGC 123 is een ster in het sterrenbeeld Walvis.
NGC 123 werd op 27 september 1880 ontdekt door de Duitse astronoom Ernst Wilhelm Leberecht Tempel.